# أم العلق (قرية)
قرية أم العلق من القرى السورية الواقعة في محافظة السويداء، تتبع قرية نجران وتبعد عنها 3.5 كم إلى الشرق، بطريق ترابية وعرة.
تقع فوق صبة بازلتية، تنتشر حولها فسحات ترابية خصبة صالحة للزراعة، إلى جانب نبع ماء غزير يفيض في السنوات المطيرة. يعود إعمارها الحديث إلى عام 1933، حيث انتقل إليها السكان من نجران. تؤلف الأبنية القديمة المبنية بالحجر البازلتي نواة المزرعة الجديدة. بنيت فوقها منازل من الحجر المنحوت ومن الأسمنت المسلح.
يعمل السكان في الزراعة البعلية، فيزرعون القمح، والشعير، والحمص، والسمسم، والحلبة. كما يزرعون أشجار التين واللوز، ويهتمون بتربية الماشية.